# A20 (基因)
A20基因（或称为：肿瘤坏死因子α诱导蛋白3，缩写TNFAIP3）是人类六号染色体上的基因，可由肿瘤坏死因子α（TNF-α）诱导表达，是一种去泛素化酶和锌指蛋白，可抑制NF-κB激活和TNF介导的细胞凋亡。A20是一种非常古老的蛋白，在刺胞動物門（水母）中也有带有同源结构域的蛋白。

## 蛋白质的相互作用
A20蛋白与下列蛋白質进行互作：TNIP1、TRAF1、TRAF2、IKBKG、TAX1BP1、YWHAB、YWHAZ、TRAF6和YWHAH。